# Следи за яйцом!
«Следи за яйцом!» (англ. Follow That Egg!) — 10 эпизод 9 сезона (№ 135) сериала «Южный Парк», его премьера состоялась 2 ноября 2005 года.

## Сюжет
Миссис Гаррисон объясняет своим ученикам, как важно стать хорошими родителями. Для этого она разбивает их на пары, раздаёт каждой из них по куриному яйцу и даёт задание — заботиться об этих яйцах в течение недели. Между тем она вспоминает свою бывшую любовь — Мистера Мазохиста — и решает вернуться к нему. Однако Мистер Мазохист не собирается возвращаться, а, напротив, будучи счастливым с Элом-гомосеком, собирается на нём жениться. Гаррисон в ярости зарекается, что запретит однополые браки. Тем временем Стэн ужасно ревнует из-за того, что для выполнения задания Миссис Гаррисон объединила в пару Кайла и Венди — любимую девочку Стэна — тогда как ему самому приходится заботиться о яйце с Биби. Дженет Гаррисон собирает толпу и призывает «отметелить дрюликов», но люди предлагают более разумный выход — обратиться к губернатору. Губернатор отказывает им, ссылаясь на то, что исследования пригодности однополых пар на роль родителей не проводились. Дженет обещает ему провести такие исследования. Для этого она перестраивает пары, меняя местами Кайла и Биби. Стэн забирает яйцо у Кайла, желая доказать, что он тоже умеет быть заботливым. Эксперимент идёт к провалу, и Миссис Гаррисон приходится обратиться за помощью к наёмному убийце. Прямо в руках Стэна яйцо взрывается от пули киллера. Но после этого выясняется, что Кайл подменил яйцо подделкой, потому что не доверял своему другу. Мальчики спешат показать яйцо своей учительнице, которая представляет результаты исследований демонстрантам в присутствии губернатора. Узнав, что яйцо мальчиков цело, Гаррисон приказывает киллеру разобраться с ним, но тот терпит неудачу. Мистер Мазохист и Большой Эл-гомосек женятся, Венди исповедуется Стэну, но он отвечает: «Да плевать мне, что ты думаешь».

## Отзывы
По мнению Теда Гурнилоса в этой серии был полностью раскрыт персонаж миссис Гаррисон.